# Allocosa albiconspersa
Allocosa albiconspersa este o specie de păianjeni din genul Allocosa, familia Lycosidae, descrisă de Roewer, 1959.
Este endemică în Rwanda. Conform Catalogue of Life specia Allocosa albiconspersa nu are subspecii cunoscute.